# Tea Tsouloukiani
Tea Tsouloukiani (en géorgien : თეა წულუკიანი), née le 21 janvier 1975 à Tbilissi (URSS), est une femme politique géorgienne. Membre du Rêve géorgien, elle est ministre de la Justice de 2012 à 2020, puis ministre de la Culture de 2021 à 2024.

## Biographie
Elle a été élève au collège-lycée Ampère de Lyon (France). Elle est avocate de profession.
Tea Tsouloukiani est ministre de la Justice de 2012 à 2020. En 2016, elle contribue au retour de propriété à l'État géorgien du domaine géorgien de Leuville-sur-Orge — acheté en 1924 par le gouvernement en exil de la République démocratique de Géorgie — aux côtés du ministre d'État à la Diaspora et du vice-ministre des Affaires étrangères.
En 2021, elle est nommée ministre de la Culture, des Sports et de la Jeunesse au sein du gouvernement Garibachvili II, puis du gouvernement Kobakhidze I. À sa démission le 26 septembre 2024, elle est la ministre étant restée le plus longtemps en poste. Elle quitte le gouvernement de la préparation des élections législatives d'octobre 2024, pour lesquelles elle figure en sixième position sur la liste du parti Rêve géorgien. 
En tant que ministre, elle est l'une des figures les plus loyales au pouvoir. Elle est accusée de vouloir renforcer le contrôle du parti sur l'administration, mais aussi de licenciements arbitraires. Ses décisions sont fréquemment contestées devant les tribunaux. 

## Sanctions internationales
En raison de son rôle dans le gouvernement de Rêve géorgien, Tea Tsouloukiani est visée par des sanctions de plusieurs pays. La Lituanie, l'Estonie et l'Ukraine lui ont interdit l'entrée sur leur territoire. L'Ukraine a également pris des sanctions financières.